# Chlamydomonadaceae
A Chlamydomonadaceae a valódi zöldmoszatok törzsének egy családja, mely a Chlorophyceae osztályba és a Chlamydomonadales rendbe tartozik.

## Felépítésük
A sejtjeik általában gömb vagy ellipszoid formájúak, felülnézetben lehetnek hengeresek, kissé lapítottak, jobban vagy kevésbé kör alakúak is. Papillájuk és a pirenoidok hiányozhatnak. Gyakori a palmelloid állapot. Szemfoltjuk elöl vagy középen található. Zöld színtest jellemzi a sejteket, de olykor karotinoidok is színezik. A sejtfal vékony, sima. Két lüktető vakuólumot találunk sejtenként. Ostoraik általában olyan hosszúak, mint maga a sejt, esetenként hosszabbak is lehetnek.
1, 2 vagy 4 ostoruk van, sejttestüket sejtfal borítja, protoplasztjuk részben vagy egészben a fal mellett fut. Sejtjei egymagvúak. Általában bögre, csillag alakú vagy lemezes kloroplasztiszuk van, pirenoidjai hiányozhatnak. Egyes szaprotróf fajokban nincs klorofill. Általában 1 szemfoltjuk van.
A család nem monofiletikus, a kládok a hagyományosan meghatározott morfológiai csoportoknak nem felelnek meg.

## Élőhely
Megtalálhatók olvadó hóban, ahol extremofilek. Nem megfelelő körülmények közt karotinokban gazdag cisztát képezhetnek.
A fény és az acetátkoncentráció ellentétesen befolyásolják a Chlorogonium elongatum plasztisz- és mitokondriális génjei expresszióját.

## Szaporodás
Az ivartalan szaporodás során a protoplaszt 2, 4 vagy 8 leánysejtté osztódik, sejtfaluk kialakulása a szülősejt falán belül kezdődik. Osztódás előtt a sejtfalak eltűnnek, a leánysejtek a szülősejt falának zseléssé válásakor vagy annak repedésén keresztül szabadulnak ki. Esetenként a sejtek több generációt hoznak létre az ostorképzés és a sejtfalból való szabadulás előtt. E szakaszt, a palmellát több nemzetségben is leírták.
A családban történik ivaros szaporodás, ez lehet izogámia, anizogámia, oogámia. Egyes fajok homo-, mások heterotallikusak. A zigóták fala vastag, csírázás előtt általában inaktívak. Zigótánként általában legalább 4 zoospóra keletkezik.